# Lisa Makas
Lisa Makas (Mödling, 11 de maig de 1992) és una davantera de futbol austríaca que juga actualment a l'Austria Wien Frauen de l'ÖFB-Frauenliga austríaca.
Anteriorment havia jugat al St. Pölten i el Freiburg.